# Le Petit Monde de don Camillo
Série Don Camillo
Le Retour de don Camillo
(1953)
Pour plus de détails, voir Fiche technique et Distribution.
Le Petit Monde de don Camillo (Don Camillo en italien) est un film franco-italien de Julien Duvivier, tiré d'un roman de Giovannino Guareschi et sorti en 1952, avec Fernandel et Gino Cervi dans les rôles principaux.
En raison du succès, une première suite fut tournée par le même Julien Duvivier dès la fin 1952 : Le Retour de don Camillo.

## Synopsis
À Brescello, petite ville italienne du territoire de la Bassa padana, dans la plaine du Pô, la rivalité est permanente entre Peppone, le maire communiste qui vient de triompher aux élections, et don Camillo, le curé de choc qui parle quotidiennement au Christ, qui lui répond, du maître-autel de son église. Dirigeant deux clans de choc, les deux hommes, bien que rivaux, restent malgré tout amis depuis la guerre. 
C'est d'ailleurs souvent qu'ils unissent leurs efforts pour le bien de la commune, ne serait-ce que pour fiancer les Roméo et Juliette locaux, dont les deux familles, l'une de pauvres paysans communistes et l'autre de riches propriétaires cléricaux, se détestent. Lorsque le départ du turbulent curé est annoncé, envoyé dans une cure de montagne en punition de sa violence, les « rouges » viennent le saluer et Peppone ne lui cache pas qu'ils espèrent son prochain retour.

## Fiche technique

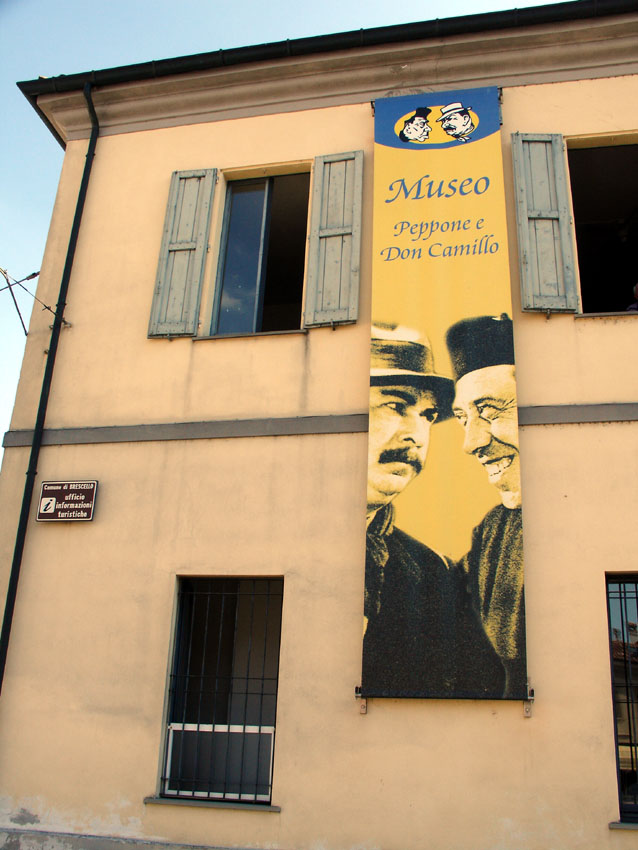
Le musée Peppone e Don Camillo, à Brescello.

- Titre français : Le Petit Monde de Don Camillo
- Titre italien : Don Camillo
- Réalisation : Julien Duvivier, assisté d'Alberto Cardone et Serge Vallin (non crédité)
- Scénario et dialogues : Julien Duvivier, René Barjavel d'après le livre de Giovannino Guareschi
- Décors : Virgilio Marchi (it)
- Photographie : Nicolas Hayer
- Montage : Maria Rosada
- Son : Maurice Laroche, Jacques Carrère
- Musique : Alessandro Cicognini
- Production : Giuseppe Amato (délégué) ; Pierre Cocco (directeur de production)
- Société de production : Francinex (Paris) - Rizzoli Amato (Rome)
- Format : Noir et blanc - 35 mm - 1,37:1 - Son mono
- Durée : 105 min.
- Genre : Comédie
- Dates de sortie[1] :
  - Italie : 28 mars 1952
  - France : 4 juin 1952
- Visa ministériel No 12.409
- Affiche : Marcel Jeanne, René Péron (France)

## Distribution

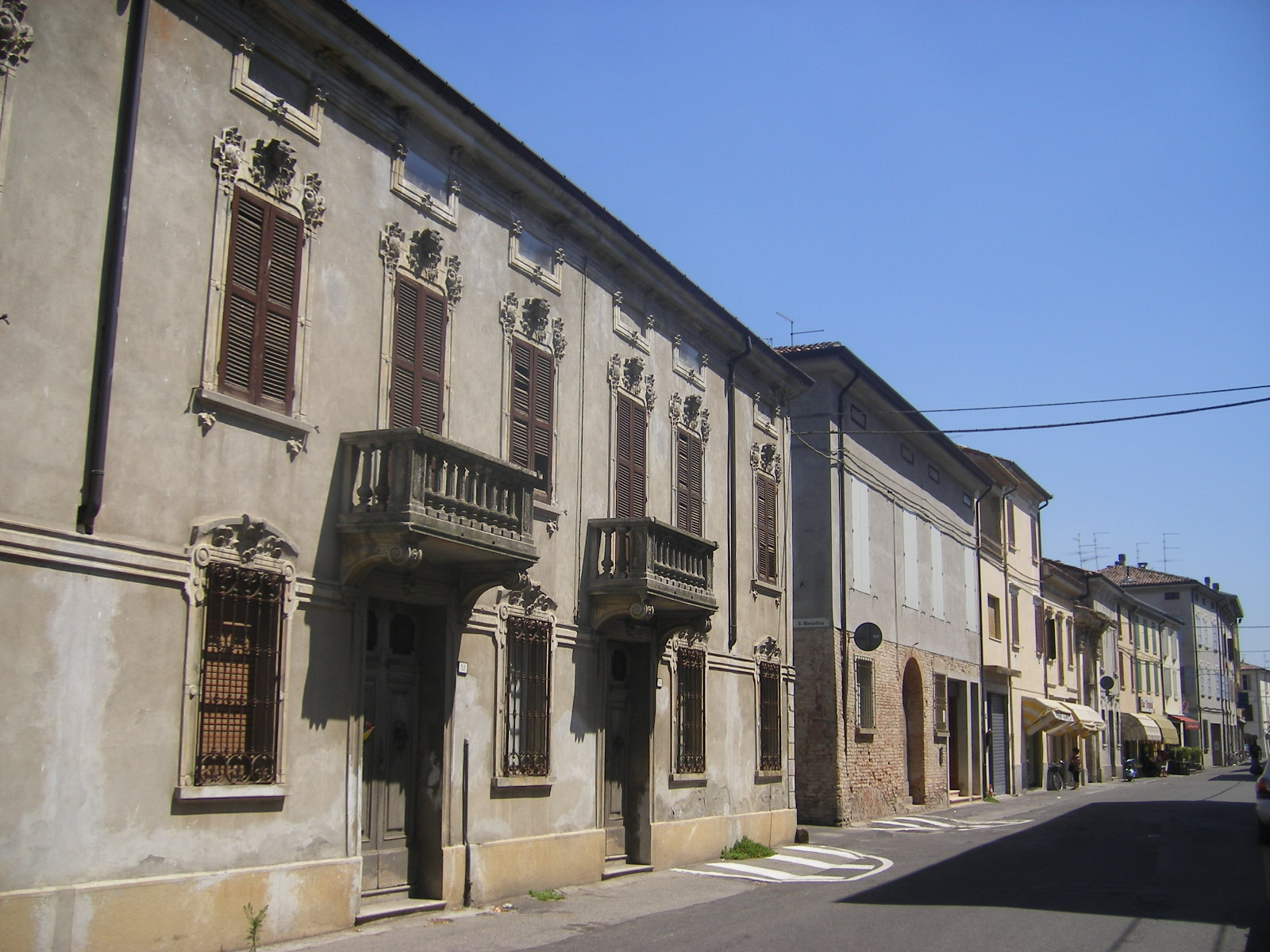
Rue de Brescello

- Fernandel : Don Camillo, le curé de Brescello
- Gino Cervi (V.F : Jacques Eyser) : Giuseppe Bottazzi dit « Peppone », le maire de Brescello
- Vera Talchi (it) (Vera Talqui au générique) : Gina Filotti
- Franco Interlenghi : Mariolino Brusco
- Charles Vissières : l'évêque
- Gualtiero Tumiati (it) : Ciro Brusco , le grand-père de Mariolino Brusco
- Leda Gloria : Maria Bottazzi, la femme de Peppone
- Manuel Gary : le délégué du PCI
- Sylvie : Mme Cristina, l'institutrice
- Jean Debucourt : la voix du Jésus
- Luciano Manara : Filotti
- Armando Migliari : Brusco, le paysan (non crédité)
- Marco Tulli (V.F : Edmond Ardisson) : Lo Smilzo (non crédité)
- Mario Siletti : Stiletti, l'avocat (non crédité)
- Italo Clerici : Barchini, l'imprimeur
- Giorgio Albertazzi : don Pietro (non crédité)
- Saro Urzì : Brusco, le barbier
- Giovanni Onorato : Scartazzini
- Acteur inconnu : Pinella, l'arbitre de foot
- Olga Solbelli : Madame Filotti

## Production

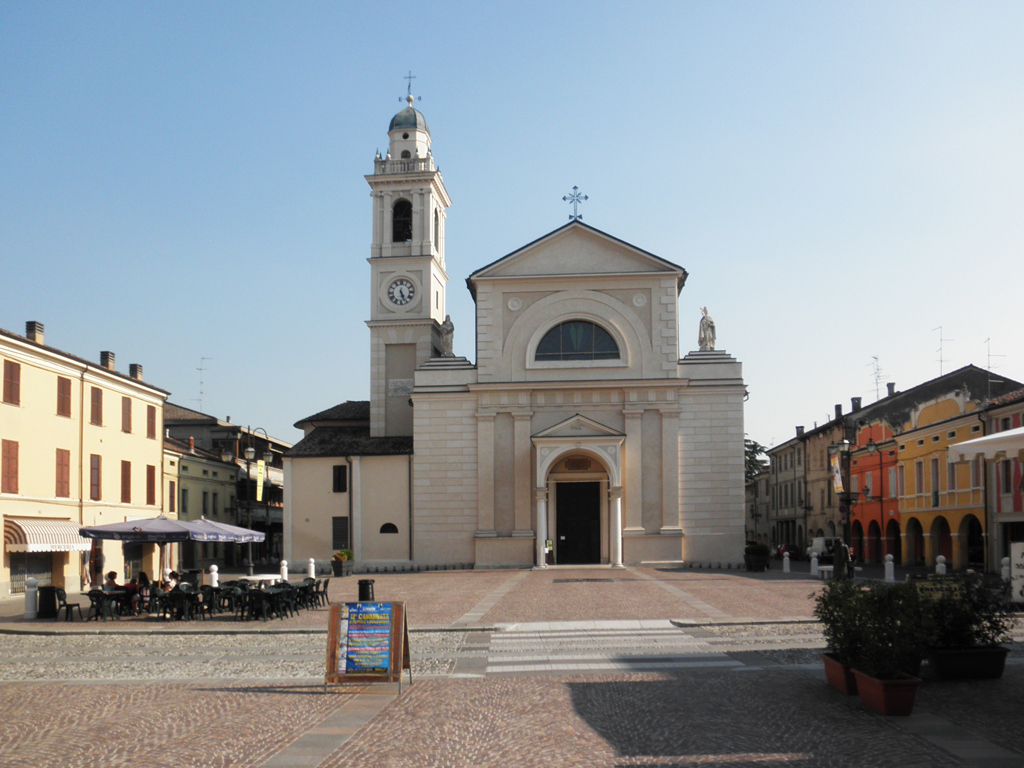
Église de Brescello où officie Don Camillo

Le tournage a eu lieu du 7 septembre au 24 novembre 1951 à Brescello, commune de la province de Reggio d'Émilie où Giovannino Guareschi a situé l'action de ses romans. L'intérieur de l'église (et autres décors) des trois premiers films a été tourné aux studios de la Cinecittà à Rome et dans les deux derniers films, l'intérieur de l'église est celui de l'église de Brescello.
Dans le film, lors du départ de Don Camillo en exil, on voit successivement trois gares : celle de Brescello, celle de Brescello-Viadana où l'attendent ses fidèles, et celle de Gualtieri où l'attendent Peppone et ses troupes. Il s'agit d'une ligne fictive.

## Tournage
Ce film a été tourné, partiellement, à Brescello.
L'intérieur de l'église des trois premiers films de la saga Don Camillo, avec Fernandel et Gino Cervi dans les rôles principaux, a été tourné aux studios de la Cinecittà à Rome. Donc, ce que nous voyons dans les trois premiers films de la saga, est une reconstitution dans un décor de la Cinecitta à Rome. Il faut se rappeler que nous sommes dans un pays catholique (Italie), dans les années 1950, l'évêque a catégoriquement interdit le tournage de scènes de films dans un lieu sacré de son diocèse (à Brescello). D'où le choix de la production pour tout reconstruire et tourner aux studios de Cinecittà, à Rome. Ce sera accordé pour les deux derniers films de la saga et l'intérieur de l'église sera alors celui de l'église de Brescello en Italie, parce que les choses, pour diverses raisons, ont changé pour ces deux films.[réf. souhaitée]

## Suites
Le film a eu quatre suites, plus une inachevée, en raison de la mort de Fernandel au cours du tournage :
1. 1953 : Le Retour de don Camillo
2. 1955 : La Grande Bagarre de don Camillo
3. 1961 : Don Camillo Monseigneur
4. 1965 : Don Camillo en Russie
5. 1970 : Don Camillo et ses contestataires (film inachevé)